# Lebensborn

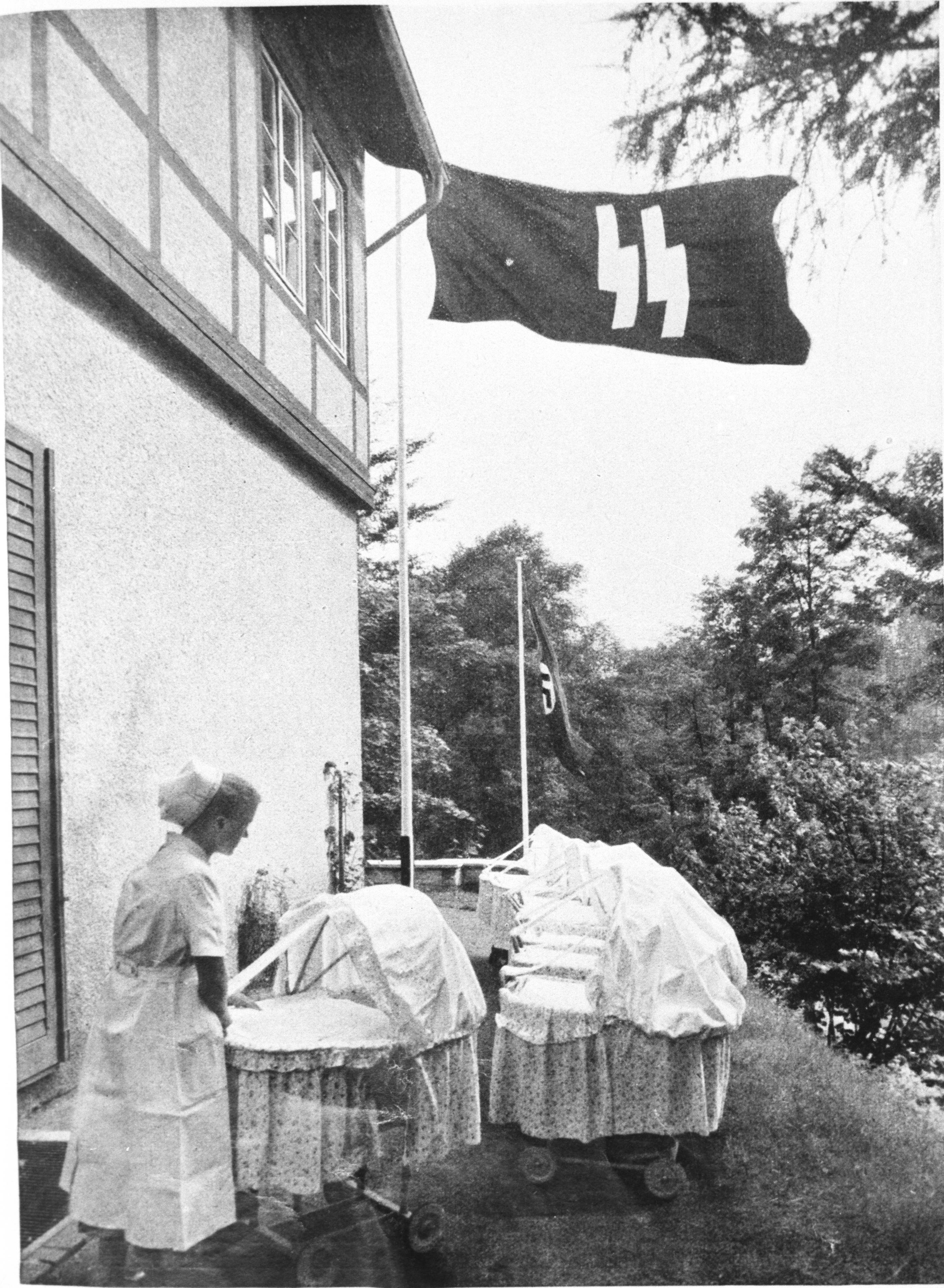
Nővér egy Lebensborn-otthonban

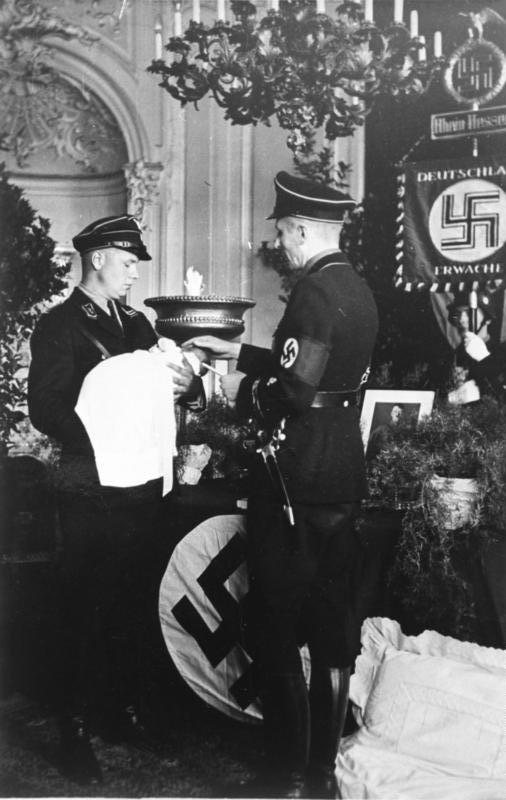
Nemzetiszocialista Lebensborn „keresztség”, 1936

Lebensborn e.V. (szó szerint: „az élet forrása”, vagy az „élet kútja” bejegyzett egyesület). Heinrich Himmler 1935. december 12-én alapította a szervezetet az évtizedek óta csökkenő németországi születési arány megfordítására és a kívánatos északi-germán típusú népesség szaporítására, illetve az árják 120 milliósra emelésének elmélete megvalósítására. A nürnbergi törvények ugyanebben az évben tiltották meg a németeknek a zsidókkal és más alacsonyabbrendűnek tartott emberekkel kötött házasságot. A nemzetiszocialista Németországban ennek az SS által kezdeményezett, állami támogatású bejegyzett egyesületnek a célja az egészséges „tisztafajú árja” gyermekek születésének elősegítése, születési arányuk jelentős növelése a birodalomban. 
Himmler és a náci vezetők a német nép hanyatlását és elkorcsosulását a náci embereszméknek legmegfelelőbb, válogatott árja férfiak és nők irányított „tenyésztésével” képzelte el és ezért arra buzdította az SS katonákat és a Wermacht tiszteket, hogy minél több gyermeket nemzzenek árja nőkkel, akár házasságon kívül is, akiket állami költségen nevelnek fel. Úgy tervezték, hogy ezek a születendő „lebensborn” gyerekek felnőve a náci-árja nemzet és világbirodalom vezetőivé válnak; egyben megtiltották és minden módon üldözték a „tiszta-német” nők és lányok terhességmegszakítását. Leányszállásokat, szülőotthonokat építettek, ahol akár névtelenül is ellátták a terhes nőket várandósságuk alatt, majd a megszületett szőke-és-kékszemű árja gyermekeket örökbe adták, vagy örökbeadásra felkínálták (lehetőleg) SS-tagok családjainak. A Lebensborn alapszabálya azt is kimondta, hogy a szervezet vezetője csak SS tisztségviselő lehet, akit az SS Birodalmi Vezető (Reichsführer) nevez ki.
A második világháború idején számos megszállt európai országban is megkezdte tevékenységét az eredetileg Németországban 1935-ben alapított Lebensborn szervezet. Az elfoglalt területeken több „Lebensborn-házat” kisajátított zsidó tulajdonú villában, kastélyban hoztak létre. A szervezet a Nagy-Német területen működése során a faji szempontból méltónak tartott árvákat kiválasztotta és gondozásba vette, az SS-tagokkal kapcsolatba kerülő árja nőktől született gyermekeket örökbefogadta. Eredetileg kizárták a német sorkatonák és külföldi nők együttlétéből született gyermekeket, mivel egyik oldalról sem volt bizonyíték a faji tisztaságra, de később ezek közül is kiválasztották a nemzetiszocialista faji ideológia értelmében „árjanak” tekinthetőket, vagyis a kinézetre megfelelőeket. A háború során attól sem riadtak vissza, hogy az elfoglalt területeken gyermekeket raboljanak el szüleiktől, származásukat eltitkolták, ha őket az árjásítási feltételek alapján úgy ítélték meg, hogy alkalmasak a lebensborni otthonokban elhelyezésre, végül pedig megfelelő német családoknál felnevelésre. Erre az egyik legszörnyűbb példa: a lidicei mészárlás során 98 gyermek közül 13-at kiválasztották lebensborni elnémetesítésre, a többit pedig a kulmhofi megsemmisítő táborba hurcolták és elgázosították.
A nürnbergi per során sok közvetlen bizonyítékot találtak a nácik által Nagy-Németországban 1939–1945 között elkövetett gyermekrablásokról.

### Tényfeltáró irodalom

#### Németország
- Jörg Albrecht: Rohstoff für Übermenschen. Artikel in: Zeit-Punkte, 3/2001, zum Thema Biomedizin, S. 16–18.
- Kinder für den „Führer“, Der Lebensborn in München. München: Schiermeier (2013). ISBN 978-3-943866-19-3
- Wolfgang Benz, Hermann Graml, H. Weiß: Enzyklopädie des Nationalsozialismus. Digitale Bibliothek, CD-ROM, Band 25, Directmedia, Berlin 1997.
- Thomas Bryant: Himmlers Kinder. Zur Geschichte der SS-Organisation „Lebensborn e.V.“ 1935–1945. Marix, Wiesbaden 2011, ISBN 978-3-86539-265-7.
- Gisela Heidenreich: Das endlose Jahr. Die langsame Entdeckung der eigenen Biographie. Ein Lebensbornschicksal. 4. Auflage, Scherz, Bern 2002, ISBN 3-502-18315-5;  Fischer-TB, Frankfurt am Main 2004, ISBN 3-596-16028-6 (die Spurensuche eines „Lebensbornkindes“ in historischem Kontext).
- Marc Hillel: Lebensborn e.V.: Im Namen der Rasse. Paul Zsolnay Verlag, Wien/Hamburg 1975, ISBN 3-552-02736-X (aus dem Französischen – Au nom de la race – übertragen).
- Volker Koop: Dem Führer ein Kind schenken. Die SS-Organisation „Lebensborn“ e. V. Böhlau, Köln 2007, ISBN 978-3-412-21606-1.
- Annegret Lamey: Kind unbekannter Herkunft: Die Geschichte des Lebensbornkindes Hannes Dollinger. Wißner, Augsburg 2008, ISBN 978-3-89639-644-0.
- Georg Lilienthal: Der „Lebensborn e.V.“ Ein Instrument nationalsozialistischer Rassenpolitik. Neuausgabe, Fischer-TB, Frankfurt 2003, ISBN 3-596-15711-0 (Standardwerk, zuerst 1985).
- Georg Lilienthal: Lebensborn. In: Werner E. Gerabek, Bernhard D. Haage, Gundolf Keil, Wolfgang Wegner (Hrsg.): Enzyklopädie Medizingeschichte. De Gruyter, Berlin/New York 2005, ISBN 3-11-015714-4, S. 830 f.
- Dorothee Schmitz-Köster: „Deutsche Mutter, bist Du bereit …“ Alltag im Lebensborn. Berlin 1997; 5. Auflage, Aufbau-Taschenbuch-Verlag, Berlin 2004, ISBN 3-7466-8094-8 (Zeitzeugeninterviews mit ehemaligen Lebensbornmüttern und -kindern, Schwestern, Hebammen und Heimleitern).
  - dies.: Kind L 364. Eine Lebensborn-Familiengeschichte. 2. Aufl., Rowohlt, Berlin 2007, ISBN 978-3-87134-564-7 (Familiengeschichte über das Verschweigen, politische Irrwege, über Profiteure und deren Opfer, über Massenmörder, die gleichzeitig liebevolle Väter sein können).
  - dies.: Deutsche Mutter, bist Du bereit … Der Lebensborn und seine Kinder. Erw. Neuaufl. Aufbau-Taschenbuch-Verlag, Berlin 2010, ISBN 978-3-7466-7085-0 (Erweitert durch Lebensbornkinder-Biografien, Namen und Fakten zu „Heim Friesland“).
- Dorothee Schmitz-Köster, Tristan Vankann: Lebenslang Lebensborn. Die Wunschkinder der SS und was aus ihnen wurde. Piper, München 2012, ISBN 978-3-492-05533-8 (20 Porträts mit Fotos von Tristan Vankann).
- Frank W. Steidler: Lebenssborn e.V. der SS. Vom Gerücht zur Legende. In: Uwe Backes, Eckhard Jesse, Rainer Zitelmann (Hrsg.): Die Schatten der Vergangenheit. Impulse zur Historisierung des Nationalsozialismus. Propyläen, Frankfurt am Main 1990, S. 291–318.

#### Franciaország
- Marc Hillel: Au nom de la race. Fayard, Paris 1975, ISBN 2-253-01592-X.
- Katherine Maroger: Les racines du silence. Éditions Anne Carrière, 2008, ISBN 978-2-84337-505-7.
- Boris Thiolay: Lebensborn. La fabrique des enfants parfaits. Enqête sur ces Francais nés dans les maternités SS (Titel aus dem Französischen übersetzt: Lebensborn. Die Fabrik der perfekten Kinder). Éditions Flammarion, Paris 2012.

#### Anglia / USA
- Catrine Clay, Michael Leapman: Master race: the Lebensborn experiment in Nazi Germany. Hodder & Stoughton, 1995, ISBN 0-340-58978-7.
  - Deutsch: Herrenmenschen. Das Lebensborn-Experiment der Nazis. Heyne-TB, 1997.
- Larry V. Thompson: Lebensborn and the Eugenics Policy of the Reichsführer-SS. In: Central European History, 4 (1971), S. 54–77.
- Trials of War Criminals before the Nuernberg Military Tribunals Under Control Council Law No. 10. Vol. 5: United States v. Ulrich Greifelt, et al. (Case 8: ‘RuSHA Case’). United States Government Printing Office, District of Columbia, 1950.
- Dieter Wältermann: The Functions and Activities of the Lebensborn Organisation Within the SS, the Nazi Regime, and Nazi Ideology. In: The Honors Journal, II (1985: S. 5–23).
- Kjersti Ericsson, Eva Simonsen (Hrsg.): Children of World War II: the hidden enemy legacy. Berg, Oxford u. a. 2005, ISBN 1-84520-207-4 (engl.; Aufsatzsammlung; mehrere Beiträge zum Thema „Lebensborn“).

#### Norvégia
- Kåre Olsen: Krigens barn. De norske krigsbarna og deres mødre. Oslo 1998.
- Kåre Olsen: „Vater: Deutscher.“ Das Schicksal der norwegischen Lebensbornkinder und ihrer Mütter von 1940 bis heute. Campus, Frankfurt 2002, ISBN 3-593-37002-6.
- Andreas Jüttemann: Die norwegischen Entbindungs- und Kinderheime der nationalsozialistischen Lebensborn-Organisation, 1940–1945. In: Der Gynäkologe, 12/2014: S. 182–184.

### Szépirodalom
- Rebecca Abe: Das Gedächtnis der Lüge. Skalding, Ebersdorf 2008, ISBN 978-3-940695-02-4.
- Will Berthold: Lebensborn. Roman aus Deutschlands dunkler Zeit. Piper, München 1958.
- Gustaaf Peek: Armin. Verlag Contact 2006 / Verlag Querido 2015, ISBN 978-90-214-5928-8 (niederländisch).
- Nancy Huston: Lignes de faille. Actes Sud, Arles & Leméac, Montreal 2007, ISBN 978-2-7427-6936-0.
  - deutsch Ein winziger Makel. Roman. Rowohlt, Reinbek 2008, ISBN 978-3-498-02992-0; TB ebd. 2009, ISBN 3-499-24990-1.
- Judith Kuckart: Die schöne Frau. Roman. Fischer, Frankfurt 1994, ISBN 3-10-041216-8.
- Sara Young: My Enemy’s Cradle. Houghton Mifflin Harcourt, Orlando (Florida) 2008, ISBN 0-15-101537-6 HC & Harvest, Paperback, 2008 ISBN 0-15-603433-6 (englisch).
- Ein lange gehütetes Geheimnis – Nun endlich wird das Schicksal der Lebensbornkinder und ihrer Mütter zum Thema. In: Die Zeit, Nr. 51, 2002.
- Jörg S. Gustmann: Rassenwahn. Kriminalroman. Gmeiner, Meßkirch 2012, ISBN 978-3-8392-1332-2.
- Roy Havelland: The Lebensborn Boy. Spionageroman. Vanadis, 2014, ISBN 978-1-5001-0445-0.

## Fordítás
- Ez a szócikk részben vagy egészben  a   Lebensborn című német Wikipédia-szócikk ezen változatának fordításán alapul.  Az eredeti cikk szerkesztőit annak laptörténete sorolja fel. Ez a jelzés csupán a megfogalmazás eredetét és a szerzői jogokat jelzi, nem szolgál a cikkben szereplő információk forrásmegjelöléseként.
- Ez a szócikk részben vagy egészben  a   Lebensborn című angol Wikipédia-szócikk ezen változatának fordításán alapul.  Az eredeti cikk szerkesztőit annak laptörténete sorolja fel. Ez a jelzés csupán a megfogalmazás eredetét és a szerzői jogokat jelzi, nem szolgál a cikkben szereplő információk forrásmegjelöléseként.